# العلاقات البريطانية السورينامية
العلاقات البريطانية السورينامية هي العلاقات الثنائية التي تجمع بين المملكة المتحدة وسورينام.

## مقارنة بين البلدين
هذه مقارنة عامة ومرجعية للدولتين:
| وجه المقارنة                                              | المملكة المتحدة                 | سورينام                        |
| --------------------------------------------------------- | ------------------------------- | ------------------------------ |
| المساحة (كم2)                                             | 242.50 ألف                      | 163.27 ألف                     |
| عدد السكان (نسمة)                                         | 66.02 مليون                     | 563.40 ألف                     |
| الكثافة السكانية (ن./كم²)                                 | 272.25                          | 3.45                           |
| العاصمة                                                   | لندن                            | باراماريبو                     |
| اللغة الرسمية                                             | لغة إنجليزية، اللغة الويلزية    | اللغة الهولندية                |
| العملة                                                    | جنيه إسترليني                   | دولار سورينامي، غيلدر سورينامي |
| الناتج المحلي الإجمالي (بليون دولار)                      | 2.62 تريليون                    | 3.32 مليار                     |
| الناتج المحلي الإجمالي (تعادل القوة الشرائية) بليون دولار | 2.72 تريليون                    | 9.07 مليار                     |
| الناتج المحلي الإجمالي الاسمي للفرد دولار أمريكي          | 43.88 ألف                       | 9.48 ألف                       |
| الناتج المحلي الإجمالي للفرد دولار أمريكي                 | 40.23 ألف                       | 16.64 ألف                      |
| مؤشر التنمية البشرية                                      | 0.907                           | 0.714                          |
| رمز المكالمات الدولي                                      | +44                             | +597                           |
| رمز الإنترنت                                              | .uk، .gb                        | .sr                            |
| المنطقة الزمنية                                           | توقيت غرينيتش، توقيت غرب أوروبا | 00                             |

## منظمات دولية مشتركة
يشترك البلدان في عضوية مجموعة من المنظمات الدولية، منها:
| علم المنظمة | اسم المنظمة                        | تاريخ انضمام المملكة المتحدة | تاريخ انضمام سورينام |
| ----------- | ---------------------------------- | ---------------------------- | -------------------- |
|             | يونسكو                             | 4 نوفمبر 1946                | 16 يوليو 1976        |
|             | وكالة ضمان الاستثمار متعدد الأطراف | 12 أبريل 1988                | 2 يوليو 2003         |
|             | الأمم المتحدة                      | 24 أكتوبر 1945               | 4 ديسمبر 1975        |
|             | الاتحاد البريدي العالمي            | ?                            | ?                    |
|             | البنك الدولي للإنشاء والتعمير      | 27 ديسمبر 1945               | 27 يونيو 1978        |
|             | المنظمة الهيدروغرافية الدولية      | ?                            | ?                    |
|             | بنك التنمية الكاريبي ‏              | ?                            | ?                    |
|             | الاتحاد الدولي للاتصالات           | 24 فبراير 1871               | 15 يوليو 1976        |
|             | منظمة حظر الأسلحة الكيميائية       | ?                            | ?                    |
|             | مؤسسة التمويل الدولية              | 20 يوليو 1956                | 1 سبتمبر 2011        |
|             | منظمة التجارة العالمية             | 1995                         | ?                    |
|             | منظمة الشرطة الجنائية الدولية      | ?                            | ?                    |

## وصلات خارجية
- موقع وزارة الخارجية البريطانية
- موقع وزارة الخارجية السورينامية